# Метамистецтво
Метамистецтво (англ. metafiction) — твір, найважливішим предметом якого є сам процес його розгортання, дослідження природи твору. Він ставить питання про відносини між вигадкою і реальністю, як правило, з використанням іронії і рефлексії. Це можна порівняти з театром, який не дає глядачам забути, що перед ним гра.

## Особливості метамистецтва
Літературознавець М. Липовецький на основі аналізу праць зарубіжних дослідників називає головною прикметою метамистецтва тематизацію процесу творчості, репрезентацію автора-творця через текстового двійника в образі персонажа-письменника. Саме він зазвичай є автором твору, що постає об'єктом інтерпретації. «Дзеркальність» повістування дозволяє співвідносити текст у тексті з рамковою оповіддю (паратекст Жерара Женетта). Зв'язки цих текстів супроводжуються коментарями щодо взаємопроникнення основного та елективного (вибраного) творів, текстової та позатекстової реальності. Особливого значення набуває активізація уваги читача — учасника творчої гри та процесу конструювання художніх образів..
За переконанням дослідника В.Руднєва, конфлікт зовнішнього і внутрішнього текстів покликаний глобальною установкою культури ХХ ст. на пошуки втрачених кордонів між ілюзією і реальністю. Тому метамистецтво в першу чергу пов'язане з пізнім модернізмом та постмодерном, хоча вже в «Одіссеї» Гомера, Кентерберійських оповіданнях Чосера, «Дон Кіхоті» Сервантеса, Мертвих душах Гоголя зустрічаються її елементи.
В 1960-ті роки з'являються метамитецькі твори, такі як «Загублений у кімнаті сміху» Джона Барта, «Прихожа нянька» Роберта Кувера, «Бойня номер п'ять» Курта Воннеґута, «Жінка французького лейтенанта» Джона Фаулза, «Виголошується лот 49» Томаса Пінчона. У 1970-ому році Вільям Х. Гасс ввів термін «метамистецтво» в есе «Філософія і форма белетристики». Елементи метамистецтва присутні в творах В.Набокова («Дар»), де чітко виражена тенденція, коли кожен роман письменника сприймається як частина метароману. У романі «Сніг» відомого турецького письменника Орхана Памука, лауреата Нобелівської премії у малюнку сніжинки, що є одночасно фрактальною моделлю та своєрідним симулякром, кодує таємниці свого художнього світу поет Ка.
На парадоксові «текст, більш реальний, ніж сама реальність» будує свої тексти зокрема Х.Борхес. Оповідач в «Іншому»(1975 р.), старий чоловік на ім'я Хорхе Луїс Борхес, усвідомлює, що сидить на лавці поруч із молодим собою і доходить висновку, що молодий він снить себе у старості. У іншій Борхесовій ficciones «Круглі руїни» (1964 р.) чоловік вимріює іншу людину, даючи їй таким чином життя. Однак через певний проміжок часу цей мрійник жахається думки, що його творіння може дізнатися про свій фікційний характер, але потім виявляє, що і сам він є також вимріяним персонажем. Так, герої багатьох метамитецьких текстів раптом усвідомлюють, що вони не існують, не можуть померти, ніколи не були народженими.
До метамистецтва звератається багато авторів-фантастів, наприклад, Ясутака Цуцуй, Террі Пратчетт та Джаспер Ффорде.
Метамистецтво проявляє себе не тільки у літературі, але і в інших митецьких формах: відеоіграх («Притча про Стенлі», «Посібник для початківця»), кіно («Бузогриз») тощо.

## Дослідження метамистецтва
Початок вивчення метафікції припадає на 1980-ті рр. і пов'язане з іменем Бертона Хатлена, американського літературознавця. Також можна назвати таких дослідників, як Патрисія Во, Жерар Женетт, Фредрік Джеймсон, Лінда Гатчен, Д. М. Сегал. В Україні питання метамистецтва досліджували Вітрук А.Ю, Бровко О., Тихомирова О. В., Юферева О. В.